# Mistrzostwa Świata Juniorów w Narciarstwie Alpejskim 2024
43. Mistrzostwa świata juniorów w narciarstwie alpejskim – zawody w narciarstwie alpejskim, które odbyły się w dniach 28 stycznia–3 lutego 2024 r. na trasach francuskich ośrodków narciarskich wchodzących w skład regionu narciarskiego Portes du Soleil. W programie zawodów przewidziano po pięć konkurencji dla kobiet i mężczyzn: zjazd, supergigant, gigant, slalom oraz drużynową superkombinację. Ponadto rozegrano również mieszane zawody drużynowe w gigancie równoległym.
Były to szóste w historii zawody tego cyklu zorganizowane we Francji.

## Program mistrzostw
| Dzień       | Początek        | Lokalizacja        | Konkurencja                |
| Dzień       | CET             | Lokalizacja        | Konkurencja                |
| ----------- | --------------- | ------------------ | -------------------------- |
| 28 stycznia | 11:00           | Châtel             | Trening zjazdu mężczyzn    |
| 28 stycznia | 12:15           | Châtel             | Trening zjazdu kobiet      |
| 29 stycznia | 10:30           | Châtel             | Trening zjazdu mężczyzn    |
| 29 stycznia | 11:45           | Châtel             | Trening zjazdu kobiet      |
| 30 stycznia | 10:30           | Châtel             | Zjazd mężczyzn             |
| 30 stycznia | 12:00           | Châtel             | Zjazd kobiet               |
| 31 stycznia | 10:15           | Châtel             | Supergigant kobiet         |
| 31 stycznia | 1.10:15 2.17:30 | Châtel             | Superkombinacja kobiet     |
| 31 stycznia | 12:15           | Châtel             | Supergigant mężczyzn       |
| 31 stycznia | 1.12:15 2.18:00 | Châtel             | Superkombinacja mężczyzn   |
| 1 lutego    | 17:30           | Les Gets           | Gigant równoległy mieszany |
| 2 lutego    | 1.09:30 2.13:00 | Saint-Jean-d'Aulps | Gigant kobiet              |
| 2 lutego    | 1.14:30 2.17:45 | Morzine            | Slalom mężczyzn            |
| 3 lutego    | 1.10:00 2.13:00 | Avoriaz            | Slalom kobiet              |
| 3 lutego    | 1.10:00 2.13:30 | Saint-Jean-d'Aulps | Gigant mężczyzn            |

## Wyniki
| Pozycja | Zawodnik          | Narodowość | Czas    |
| ------- | ----------------- | ---------- | ------- |
|         | Livio Hiltbrand   | Szwajcaria | 1:19:05 |
|         | Gregorio Bernardi | Włochy     | 1:19:40 |
|         | Max Perathoner    | Włochy     | 1:19:52 |
| 4.      | Lenz Hächler      | Szwajcaria | 1:19:57 |
| 5.      | Simen Sellæg      | Norwegia   | 1:19:74 |
| 6.      | Philipp Kälin     | Szwajcaria | 1:19:94 |

| Pozycja | Zawodniczka      | Narodowość | Czas    |
| ------- | ---------------- | ---------- | ------- |
|         | Victoria Olivier | Austria    | 1:08:39 |
|         | Malorie Blanc    | Szwajcaria | 1:08:40 |
|         | Rosa Pohjolainen | Finlandia  | 1:08:79 |
| 4.      | Sara Thaler      | Włochy     | 1:08:88 |
| 5.      | Laura Huber      | Szwajcaria | 1:08:97 |
| 6.      | Matilde Lorenzi  | Włochy     | 1:09:22 |

| Pozycja | Zawodnik                | Narodowość | Czas    |
| ------- | ----------------------- | ---------- | ------- |
|         | Max Perathoner          | Włochy     | 1:12:27 |
|         | Ander Mintegui          | Hiszpania  | 1:12:48 |
|         | Livio Hiltbrand         | Szwajcaria | 1:12:49 |
| 4.      | Alban Elezi Cannaferina | Francja    | 1:12:59 |
| 5.      | Johs Bråthen Herland    | Norwegia   | 1:12:64 |
| 5.      | Thomas Zippert          | Szwajcaria | 1:12:64 |

| Pozycja | Zawodniczka            | Narodowość | Czas    |
| ------- | ---------------------- | ---------- | ------- |
|         | Malorie Blanc          | Szwajcaria | 1:15:03 |
|         | Viktoria Bürgler       | Austria    | 1:15:50 |
|         | Nicole Eibl            | Austria    | 1:16:17 |
| 4.      | Valentina Rings-Wanner | Austria    | 1:16:25 |
| 5.      | Katharina Lechner      | Niemcy     | 1:16:55 |
| 5.      | Garance Meyer          | Francja    | 1:16:55 |

| Pozycja | Zawodnik                | Narodowość        | Czas    |
| ------- | ----------------------- | ----------------- | ------- |
|         | Ryder Sarchett          | Stany Zjednoczone | 2:06:97 |
|         | Alban Elezi Cannaferina | Francja           | 2:07:03 |
|         | Fabian Ax Swartz        | Szwecja           | 2:07:07 |
| 4.      | Stefano Pizzato         | Włochy            | 2:07:11 |
| 5.      | Flavio Vitale           | Francja           | 2:07:33 |
| 6.      | Rasmus Bakkevig         | Norwegia          | 2:07:37 |

| Pozycja | Zawodniczka      | Narodowość        | Czas    |
| ------- | ---------------- | ----------------- | ------- |
|         | Britt Richardson | Kanada            | 2:01:96 |
|         | Stefanie Grob    | Szwajcaria        | 2:02:77 |
|         | Lara Colturi     | Albania           | 2:03:14 |
| 4.      | Ambra Pomare     | Włochy            | 2:03:45 |
| 5.      | Elisabeth Bocock | Stany Zjednoczone | 2:03:52 |
| 6.      | Janine Mächler   | Szwajcaria        | 2:03:69 |

| Pozycja | Zawodnik          | Narodowość        | Czas    |
| ------- | ----------------- | ----------------- | ------- |
|         | Lenz Hächler      | Szwajcaria        | 1:40:70 |
|         | Moritz Zudrell    | Austria           | 1:41:09 |
|         | Hans Grahl-Madsen | Norwegia          | 1:41:27 |
| 4.      | Theodor Brækken   | Norwegia          | 1:41:57 |
| 5.      | Stanley Buzek     | Stany Zjednoczone | 1:41:69 |
| 6.      | Fabian Ax Swartz  | Szwecja           | 1:41:71 |

| Pozycja | Zawodniczka       | Narodowość | Czas    |
| ------- | ----------------- | ---------- | ------- |
|         | Dženifera Ģērmane | Łotwa      | 1:22:98 |
|         | Anuk Brändli      | Szwajcaria | 1:24:40 |
|         | Cornelia Öhlund   | Szwecja    | 1:24:57 |
| 4.      | Natalie Falch     | Austria    | 1:24:75 |
| 5.      | Beaterice Sola    | Włochy     | 1:25:12 |
| 6.      | Ambra Pomare      | Włochy     | 1:25:41 |

### Drużynowo
| Konkurencja                | Złoto | Srebro                                                                  | Brąz                                                                                |
| Superkombinacja mężczyzn   | Włochy 1 Max Perathoner · Edoardo Saracco                                                                | Francja 1 Alban Elezi Cannaferina · Antoine Azzolin                     | Austria 3 Moritz Zudrell · Jakob Greber                                             |
| Superkombinacja kobiet     | Szwajcaria 1 Malorie Blanc · Anuk Brändli                                                                | Austria 1 Viktoria Bürgler · Natalie Falch                              | Szwajcaria 2 Stefanie Grob · Janine Mächler                                         |
| Gigant równoległy mieszany | Norwegia Thea Emilie Benth Jellum · Johs Bråthen Herland · Madeleine Sylvester-Davik · Hans Grahl-Madsen | Szwecja Cornelia Öhlund · Lucas Kongsholm · Liza Backlund · Emil Nyberg | Stany Zjednoczone Liv Moritz · Camden Palmquist · Elisabeth Bocock · Cooper Puckett |

## Klasyfikacja medalowa
| Miejsce | Państwo           |   |   |   | złoto · srebro · brąz |
| ------- | ----------------- | - | - | - | --------------------- |
| 1.      | Szwajcaria        | 4 | 3 | 2 | 9                     |
| 2.      | Włochy            | 2 | 1 | 1 | 4                     |
| 3.      | Austria           | 1 | 3 | 2 | 6                     |
| 4.      | Norwegia          | 1 | 0 | 1 | 2                     |
| 4.      | Stany Zjednoczone | 1 | 0 | 1 | 2                     |
| 6.      | Kanada            | 1 | 0 | 0 | 1                     |
| 6.      | Łotwa             | 1 | 0 | 0 | 1                     |
| 8.      | Francja           | 0 | 2 | 0 | 2                     |
| 9.      | Szwecja           | 0 | 1 | 2 | 3                     |
| 10.     | Hiszpania         | 0 | 1 | 0 | 1                     |
| 11.     | Albania           | 0 | 0 | 1 | 1                     |
| 11.     | Finlandia         | 0 | 0 | 1 | 1                     |